# Saint-Sulpice-en-Pareds
Saint-Sulpice-en-Pareds [sɛ̃ sylpis ɑ̃ paʁɛ] ist eine ehemalige französische Gemeinde mit 430 Einwohnern (Stand: 1. Januar 2022) im Département Vendée in der Region Pays de la Loire. Sie gehörte zum Arrondissement Fontenay-le-Comte. Die Einwohner werden Sulpiciens und Sulpiciennes genannt.
Der Erlass des Präfekten vom 13. November 2023 legte mit Wirkung zum 1. Januar 2024 die Eingliederung von Saint-Sulpice-en-Pareds als Commune déléguée zusammen mit den früheren Gemeinden Thouarsais-Bouildroux und Cezais zur neuen Commune nouvelle Rives-du-Fougerais fest.

## Geographie
Saint-Sulpice-en-Pareds liegt in der Région naturelle Bocage vendéen etwa 46 Kilometer ostsüdöstlich von La Roche-sur-Yon und etwa 15 Kilometer nordnordwestlich von Fontenay-le-Comte.
Umgeben wird Saint-Sulpice-en-Pareds von den Nachbargemeinden und den Communes déléguées:
|                                          | Saint-Maurice-le-Girard                     |                           |
|                                          | Kompassrose, die auf Nachbargemeinden zeigt | Antigny                   |
| Thouarsais-Bouildroux (Commune déléguée) |                                             | Cezais (Commune déléguée) |

## Bevölkerungsentwicklung

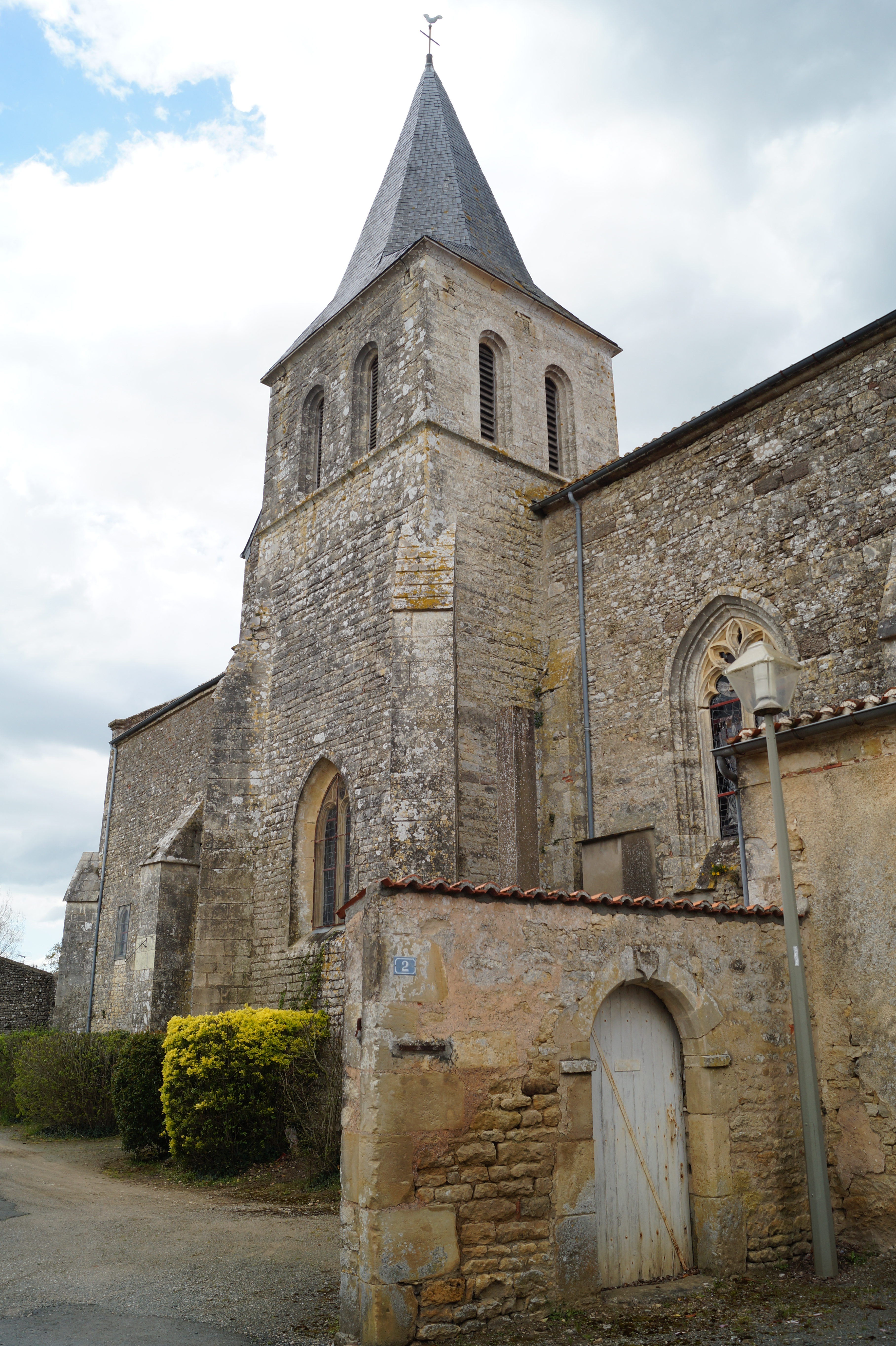
Kirche Saint-Sulpice

| Saint-Sulpice-en-Pareds: Einwohnerzahlen von 1793 bis 2021                                                                 | Saint-Sulpice-en-Pareds: Einwohnerzahlen von 1793 bis 2021 | Saint-Sulpice-en-Pareds: Einwohnerzahlen von 1793 bis 2021 | Saint-Sulpice-en-Pareds: Einwohnerzahlen von 1793 bis 2021 | Saint-Sulpice-en-Pareds: Einwohnerzahlen von 1793 bis 2021 |
| --- | ---------------------------------------------------------- | ---------------------------------------------------------- | ---------------------------------------------------------- | ---------------------------------------------------------- |
| Jahr |                                                            |                                                            |                                                            | Einwohner                                                  |
| 1793 | 1793                                                       |                                                            | 700                                                        | 700                                                        |
| 1800 | 1800                                                       |                                                            | 599                                                        | 599                                                        |
| 1806 | 1806                                                       |                                                            | 506                                                        | 506                                                        |
| 1821 | 1821                                                       |                                                            | 688                                                        | 688                                                        |
| 1831 | 1831                                                       |                                                            | 735                                                        | 735                                                        |
| 1836 | 1836                                                       |                                                            | 712                                                        | 712                                                        |
| 1841 | 1841                                                       |                                                            | 713                                                        | 713                                                        |
| 1846 | 1846                                                       |                                                            | 776                                                        | 776                                                        |
| 1851 | 1851                                                       |                                                            | 709                                                        | 709                                                        |
| 1856 | 1856                                                       |                                                            | 684                                                        | 684                                                        |
| 1861 | 1861                                                       |                                                            | 689                                                        | 689                                                        |
| 1866 | 1866                                                       |                                                            | 688                                                        | 688                                                        |
| 1872 | 1872                                                       |                                                            | 719                                                        | 719                                                        |
| 1876 | 1876                                                       |                                                            | 721                                                        | 721                                                        |
| 1881 | 1881                                                       |                                                            | 768                                                        | 768                                                        |
| 1886 | 1886                                                       |                                                            | 796                                                        | 796                                                        |
| 1891 | 1891                                                       |                                                            | 775                                                        | 775                                                        |
| 1896 | 1896                                                       |                                                            | 758                                                        | 758                                                        |
| 1901 | 1901                                                       |                                                            | 745                                                        | 745                                                        |
| 1906 | 1906                                                       |                                                            | 742                                                        | 742                                                        |
| 1911 | 1911                                                       |                                                            | 708                                                        | 708                                                        |
| 1921 | 1921                                                       |                                                            | 636                                                        | 636                                                        |
| 1926 | 1926                                                       |                                                            | 642                                                        | 642                                                        |
| 1931 | 1931                                                       |                                                            | 574                                                        | 574                                                        |
| 1936 | 1936                                                       |                                                            | 597                                                        | 597                                                        |
| 1946 | 1946                                                       |                                                            | 572                                                        | 572                                                        |
| 1954 | 1954                                                       |                                                            | 550                                                        | 550                                                        |
| 1962 | 1962                                                       |                                                            | 544                                                        | 544                                                        |
| 1968 | 1968                                                       |                                                            | 510                                                        | 510                                                        |
| 1975 | 1975                                                       |                                                            | 461                                                        | 461                                                        |
| 1982 | 1982                                                       |                                                            | 430                                                        | 430                                                        |
| 1990 | 1990                                                       |                                                            | 378                                                        | 378                                                        |
| 1999 | 1999                                                       |                                                            | 381                                                        | 381                                                        |
| 2006 | 2006                                                       |                                                            | 388                                                        | 388                                                        |
| 2013 | 2013                                                       |                                                            | 417                                                        | 417                                                        |
| 2021 | 2021                                                       |                                                            | 435                                                        | 435                                                        |
| Quelle(n): EHESS/Cassini bis 1999, INSEE ab 2006 Anmerkung(en): Ab 1962 offizielle Zahlen ohne Einwohner mit Zweitwohnsitz |                                                            |                                                            |                                                            |                                                            |

## Sehenswürdigkeiten
- Kirche Saint-Sulpice aus dem 14./15. Jahrhundert
- Schloss La Mothe aus dem 15./16. Jahrhundert

## Persönlichkeiten
- Henri Gault (1929–2000), französischer Journalist und Gastronomiekritiker, Mitherausgeber des Restaurantführers Gault-Millau, bei seinem Landhaus in Saint-Sulpice-en-Pareds begraben